# Ian Holmes
Pour les articles homonymes, voir Holmes.
Ian Holmes, né le 4 décembre 1965 à Keighley, est un coureur de fond anglais spécialisé en fell running. Il est quadruple champion de Grande-Bretagne de fell running.

## Biographie
Dans sa jeunesse, Ian joue au rugby mais une blessure au dos à 17 ans lui fait changer de sport pour la course à pied. Au début des années 1990, il travaille comme moniteur de ski à Bolzano et en profite pour s'entraîner dans les montagnes. À son retour en Angleterre, il s'installe dans sa ville natale de Keighley et se consacre au fell running.
Ses bonnes performances lui valent une première sélection pour le Trophée mondial de course en montagne 1992 à Suse où il termine 26e et meilleur Britannique sur le parcours long.
Le 24 juillet 1993, il crée la surprise en s'imposant à la course du Snowdon. Parti prudemment, il ne pointe qu'en cinquième position au sommet tandis que le Slovaque Radoslav Raim mène la course. Ian fait ensuite une démonstration de ses talents de descendeur pour doubler ses concurrents et remporter la victoire.
En 1996, il domine la scène britannique du fell running et devient le troisième homme à réaliser le doublé des titres de champion d'Angleterre et de Grande-Bretagne de fell running.
L'année suivante, il se retrouve au coude-à-coude avec Mark Roberts pour le titre de Grande-Bretagne. Ce dernier devant absolument terminer devant Ian lors de la finale à Donard-Commedagh pour éviter un ex æquo, il doit déclarer forfait, étant blessé au pied. En l'absence de son rival, Ian remporte la victoire et égalise le total de points, devenant ainsi les premiers champions ex æquo de l'histoire. Le 4 octobre 1997, il fait partie du contingent d'athlètes invités au Mount Kinabalu Climbathon et s'impose devant ses coéquipiers Mark Roberts et Mark Rigby. Il remporte à nouveau la victoire l'année suivante en établissant un nouveau record du parcours en 2 h 42 min 7 s.
Il remporte son quatrième titre de champion de Grande-Bretagne de fell running en 2000 et son cinquième titre de champion d'Angleterre en 2003.
En 2005, il prend part au Trophée Vanoni dans l'équipe nationale britannique avec Lloyd Taggart et Will Lewett. Grâce à une bonne consistance, les trois hommes s'imposent comme la première équipe étrangère à remporter la course.
Il fait preuve d'une grande longévité. En 2007, il remporte sa 25e Bunny Run, améliorant son record personnel, puis remporte à nouveau la course du Ben Nevis, 13 ans après sa première victoire.

## Palmarès
| no  | masculin           | Course                    | Longueur | Départ             | Temps           |
| --- | ------------------ | ------------------------- | -------- | ------------------ | --------------- |
| 1re | Médaille d'or      | Course du Snowdon         | 15,35 km | 24 juillet 1993    | 1 h 4 min 14 s  |
| 1re | Médaille d'or      | Course du Ben Nevis       | 14 km    | 3 septembre 1994   | 1 h 30 min 17 s |
| 2e  | Médaille d'argent  | Three Peaks Race          | 37,4 km  | 30 avril 1995      | 3 h 3 min 12 s  |
| 1re | Médaille d'or      | Course du Ben Nevis       | 14 km    | 2 septembre 1995   | 1 h 28 min 8 s  |
| 1re | Médaille d'or      | Three Peaks Race          | 37,4 km  | 27 avril 1997      | 2 h 52 min 28 s |
| 1re | Médaille d'or      | Course du Snowdon         | 15,35 km | 26 juillet 1997    | 1 h 4 min 50 s  |
| 1re | Médaille d'or      | Mount Kinabalu Climbathon | 21 km    | 4 octobre 1997     | 2 h 47 min 37 s |
| 2e  | Médaille d'argent  | Course du Snowdon         | 15,35 km | 25 juillet 1998    | 1 h 5 min 45 s  |
| 2e  | Médaille d'argent  | Course du Ben Nevis       | 14 km    | 5 septembre 1998   | 1 h 32 min 4 s  |
| 1re | Médaille d'or      | Mount Kinabalu Climbathon | 21 km    | 4 octobre 1998     | 2 h 42 min 7 s  |
| 2e  | Médaille d'argent  | Course du Snowdon         | 15,35 km | 24 juillet 1999    | 1 h 7 min 33 s  |
| 1re | Médaille d'or      | Course du Ben Nevis       | 14 km    | 4 septembre 1999   | 1 h 28 min 14 s |
| 1re | Médaille d'or      | Mount Kinabalu Climbathon | 21 km    | 18 septembre 1999  | 2 h 43 min 20 s |
| 2e  | Médaille d'argent  | Three Peaks Race          | 37,4 km  | 30 avril 2000      | 2 h 53 min 46 s |
| 3e  | Médaille de bronze | Course du Snowdon         | 15,35 km | 22 juillet 2000    | 1 h 7 min 48 s  |
| 1re | Médaille d'or      | Course du Ben Nevis       | 14 km    | 2 septembre 2000   | 1 h 28 min 47 s |
| 2e  | Médaille d'argent  | Mount Kinabalu Climbathon | 12 km    | 6 octobre 2000     | 1 h 43 min 24 s |
| 2e  | Médaille d'argent  | Course du Ben Nevis       | 14 km    | 1er septembre 2001 | 1 h 29 min 43 s |
| 2e  | Médaille d'argent  | Course du Snowdon         | 15,35 km | 27 juillet 2002    | 1 h 8 min 13 s  |
| 3e  | Médaille de bronze | Course du Snowdon         | 15,35 km | 26 juillet 2003    | 1 h 7 min 11 s  |
| 3e  | Médaille de bronze | Three Peaks Race          | 37,4 km  | 25 avril 2004      | 3 h 2 min 38 s  |
| 1re | Médaille d'or      | Course du Snowdon         | 15,35 km | 24 juillet 2004    | 1 h 5 min 38 s  |
| 1re | Médaille d'or      | Course du Ben Nevis       | 14 km    | 4 septembre 2004   | 1 h 29 min 33 s |
| 3e  | Médaille de bronze | Course du Ben Nevis       | 14 km    | 5 septembre 2005   | 1 h 34 min 22 s |
| 3e  | Médaille de bronze | Course du Snowdon         | 15,35 km | 22 juillet 2006    | 1 h 9 min 10 s  |
| 2e  | Médaille d'argent  | Course du Ben Nevis       | 14 km    | 2 septembre 2006   | 1 h 32 min 36 s |
| 3e  | Médaille de bronze | Three Peaks Race          | 37,4 km  | 29 avril 2007      | 3 h 3 min 39 s  |
| 2e  | Médaille d'argent  | Course du Snowdon         | 15,35 km | 28 juillet 2007    | 1 h 8 min 16 s  |
| 1re | Médaille d'or      | Course du Ben Nevis       | 14 km    | 1er septembre 2007 | 1 h 32 min 57 s |
| 2e  | Médaille d'argent  | Course du Snowdon         | 15,35 km | 18 juillet 2009    | 1 h 9 min 0 s   |
| 3e  | Médaille de bronze | Course du Snowdon         | 15,35 km | 24 juillet 2010    | 1 h 9 min 11 s  |
| 3e  | Médaille de bronze | Course du Ben Nevis       | 14 km    | 4 septembre 2010   | 1 h 37 min 47 s |

## Records
| Épreuve       | Performance | Date         | Lieu     |
| ------------- | ----------- | ------------ | -------- |
| 10 kilomètres | 31 min 30 s | 29 mars 2009 | Bradford |